# Astana Pro Team/2012
Deze pagina geeft een overzicht van de Astana ProTeam-wielerploeg in  2012. Het team is dit seizoen een van de 18 teams die het recht hebben, maar ook de plicht, deel te nemen aan alle wedstrijden van de UCI World Tour.

## Algemeen
Teammanager; Giuseppe Martinelli
Ploegleiders; Guido Bontempi, Lorenzo Lapage, Dimitri Sedoun, Aleksandr Sjefer
Fietsen; Specialized
Kleding; MOA
Budget; niet bekend
Kopmannen; Borut Božič, Janez Brajkovič, Roman Kreuziger, Aleksandr Vinokoerov

## Renners
| Naam                   | Geboortedatum | Nationaliteit | Ploeg 2011      |
| ---------------------- | ------------- | ------------- | --------------- |
| Fabio Aru              | 03-07-1990    | Italië        | Per 01-08       |
| Asan Bazajev           | 22-02-1981    | Kazachstan    |                 |
| Borut Božič            | 08-08-1980    | Slovenië      | Vacansoleil-DCM |
| Janez Brajkovič        | 18-12-1983    | Slovenië      | Team Radioshack |
| Aleksandr Djatsjenko   | 17-10-1983    | Kazachstan    |                 |
| Dmitri Fofonov         | 15-08-1976    | Kazachstan    |                 |
| Enrico Gasparotto      | 23-03-1982    | Italië        |                 |
| Francesco Gavazzi      | 01-08-1984    | Italië        | Lampre          |
| Andrij Hryvko          | 07-08-1983    | Oekraïne      |                 |
| Dmitri Groezdev        | 13-03-1986    | Kazachstan    |                 |
| Jacopo Guarnieri       | 14-08-1987    | Italië        | Liquigas        |
| Maksim Iglinski        | 18-04-1981    | Kazachstan    |                 |
| Valentin Iglinski      | 12-05-1984    | Kazachstan    |                 |
| Tanel Kangert          | 11-03-1987    | Estland       |                 |
| Andrej Kasjetsjkin     | 21-03-1980    | Kazachstan    |                 |
| Fredrik Kessiakoff     | 17-05-1980    | Zweden        |                 |
| Robert Kišerlovski     | 09-08-1986    | Kroatië       |                 |
| Roman Kreuziger        | 06-05-1986    | Tsjechië      |                 |
| Francesco Masciarelli  | 05-05-1986    | Italië        |                 |
| Dmitri Moeravjov       | 02-11-1979    | Kazachstan    | Team RadioShack |
| Jevgeni Nepomnjasjtsji | 12-03-1987    | Kazachstan    |                 |
| Jevgeni Petrov         | 25-05-1978    | Rusland       |                 |
| Simone Ponzi           | 17-01-1987    | Italië        |                 |
| Sergej Renev           | 03-02-1985    | Kazachstan    |                 |
| Kevin Seeldraeyers     | 12-09-1986    | België        | Quick-Step      |
| Jegor Silin            | 25-06-1988    | Rusland       | Katjoesja       |
| Paolo Tiralongo        | 08-07-1977    | Italië        |                 |
| Aleksandr Vinokoerov   | 16-09-1973    | Kazachstan    |                 |
| Andrej Zejts           | 14-12-1986    | Kazachstan    |                 |

## Belangrijke overwinningen
Ronde van Catalonië
3e etappe: Janez Brajkovič
Amstel Gold Race
Winnaar: Enrico Gasparotto
Luik-Bastenaken-Luik
Winnaar: Maksim Iglinski
Ronde van Italië
7e etappe: Paolo Tiralongo
19e etappe: Roman Kreuziger
Ronde van Slovenië
1e etappe: Simone Ponzi
Eindklassement: Janez Brajkovič
Ronde van Zwitserland
7e etappe (individuele tijdrit): Fredrik Kessiakoff
9e etappe: Tanel Kangert
NK wielrennen
Estland - wegwedstrijd: Tanel Kangert
Oekraïne - individuele tijdrit: Andrij Hryvko
Oekraïne - wegwedstrijd: Andrij Hryvko
Kazachstan - individuele tijdrit: Dmitri Groezdev
Kazachstan - wegwedstrijd: Asan Bazajev
Slovenië - wegwedstrijd: Borut Božič
Ronde van Spanje
11e etappe (individuele tijdrit): Fredrik Kessiakoff
Ronde van Peking
3e etappe: Francesco Gavazzi
Ronde van Hainan
7e etappe: Dmitri Groezdev
Eindklassement: Dmitri Groezdev

## Vinokoerov
Vinokoerov rijdt zijn laatste (halve) seizoen bij de profs. Na de Olympische Spelen in juli/augustus zet hij een punt achter zijn carrière. Hij had wel nog twee doelen in zijn laatste jaar: 'opvallen' in de Tour en meedoen om de winst tijdens de Olympische Spelen 2012. Beide doelen werden gerealiseerd. Hij zat verschillende keren mee in een lange ontsnapping tijdens de tour en won een week later goud op de Olympische wegrace.
2005 · 2006 · 2007 · 2008 · 2009 · 2010 · 2011 · 2012 · 2013 · 2014 · 2015 · 2016 · 2017 · 2018 · 2019 · 2020 · 2021 · 2022 · 2023 · 2024 · 2025
AG2R-La Mondiale · Astana · BMC Racing Team · Euskaltel-Euskadi · FDJ-Big Mat · Team Garmin-Sharp-Barracuda · Katjoesja · Lampre-ISD · Liquigas-Cannondale · Lotto-Belisol · Team Movistar · Omega Pharma-Quick Step · Orica-GreenEdge · Rabobank · RadioShack-Nissan-Trek · Saxo Bank-Tinkoff Bank · Sky ProCycling · Vacansoleil-DCM